# Adiantum mendoncae
Adiantum mendoncae är en kantbräkenväxtart som beskrevs av Arthur Hugh Garfit Alston. Adiantum mendoncae ingår i släktet Adiantum och familjen Pteridaceae. Inga underarter finns listade.